# Церква Покрови Пресвятої Богородиці (Містки)
Перша згадка про село Містки (сьогодні: Львівський (Пустомитівський) район, Львівська область) датується 1515 р. Відомо, що церква в честь св. Миколая в селі була збудована 1682 року. Вона була дерев'яною і з трьома верхами, як зазначається в акті генеральної візитації парафії 25.3.1764 року . Через те, що «стара» церква була давньою і руйнувалася, в 1890 р. парафія отримала відповідну грамоту для закладення каменю на нову церкву. В 1891 р. збудовано нова мурована церква (УГКЦ), а також побудовано нову дзвіницю з 4 дзвонами (один з них за дивних обставин зник, на інших 3-х є деякі позначки: малий дзвін, як на ньому ж зазначено був виготовлений 1715, середній — 1711, великий був перелитий у 1791 р). Вважається, що ці дзвони є з часів місцевої церкви Св. Миколая. За спогадами місцевої мешканки близько 1944—1945 рр. місцевий паламар п. Мирослав Цибульський разом з ініціативними людьми села через небезпеку, що церковні дзвони може забрати радянська влада, закопав у землю на території гіпсового кар'єру, який розташований навпроти церкви і лише згодом повернули їх на місце. В жовтні 1892 р. «нову» церкву освятили і назвали в честь свята Покрови Пресвятої Богородиці. Як згадано у статті в газеті «Діло», коли переходили в «нову» церкву в с. Містки, то «старій» церкві було близько 300 років.
Найціннішою і найстарішою річчю у церкві Покрови Пресвятої Богородиці є старе Євангеліє, написане церковнослов'янською мовою і датується 1690 р. Воно використовується на деяких богослужіннях і дотепер .

## О.Петро Кордуба(1870—1944)
Найвидатнішим отцем на цій парафії був о. Петро Кордуба (1870—1944), який був парохом з 1908 по 1941 рр.

## Доля парафії після Львівського псевдособору 1946 року

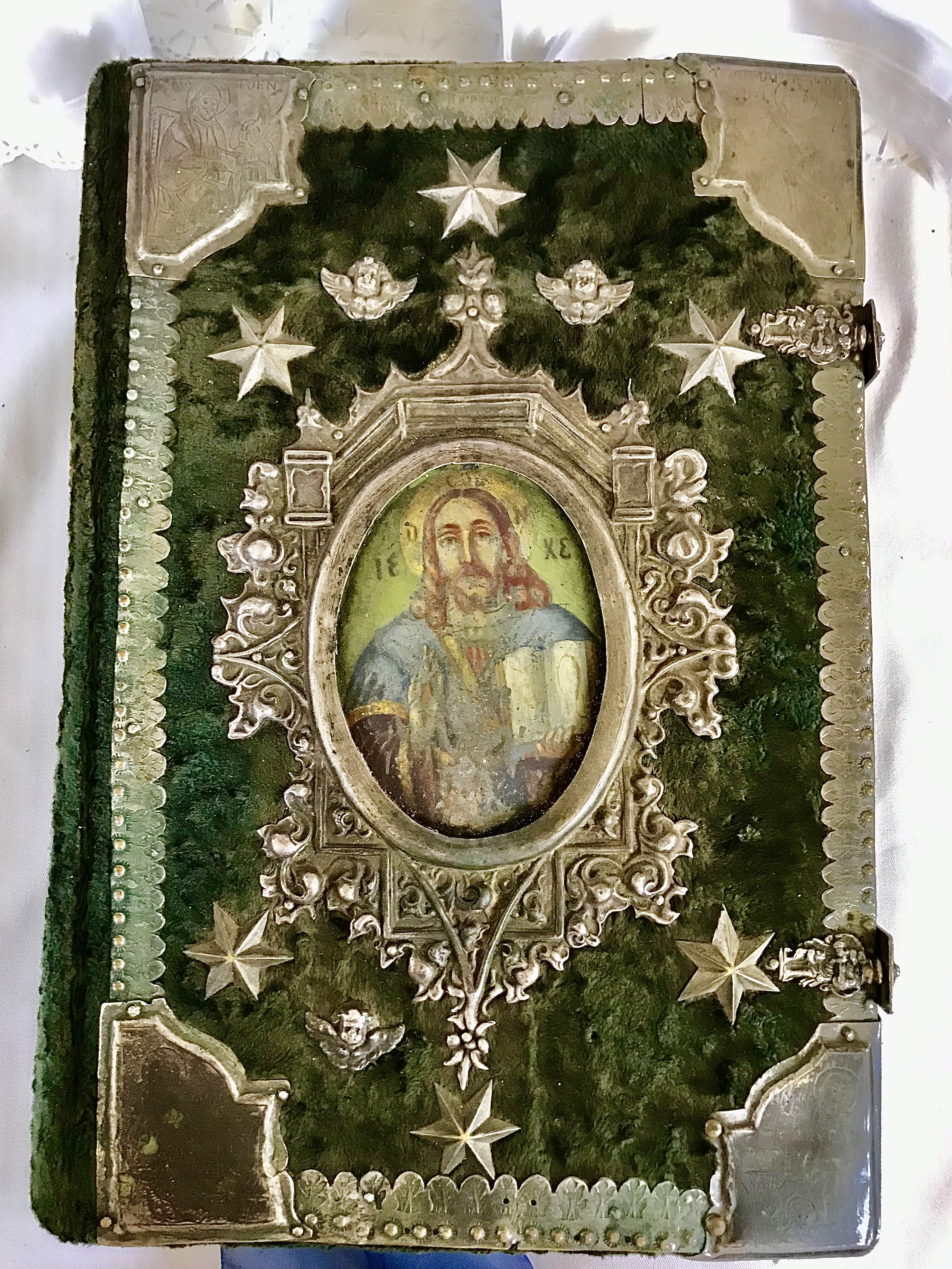
Лицьова сторона Євангелія, яка належить парафії Покрови Пресвятої Богородиці с. Містки (1690 р.)

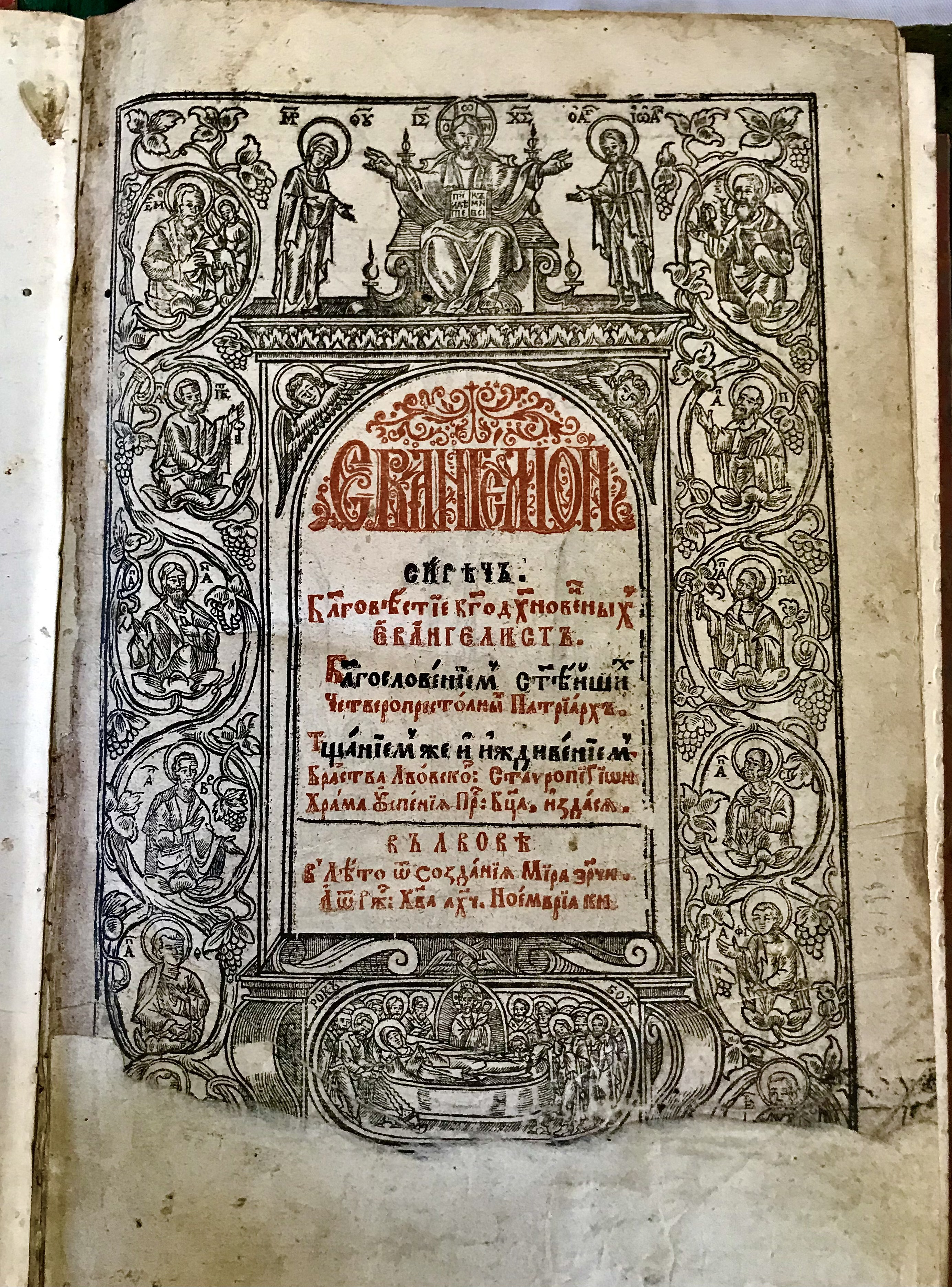
Титульна сторінка Євангелія.

Після заслання о. Петра Кордуби парафію очолив його син о. Емануїл Кордуба, який до того був сотрудником. Проте він 1943 року став військовим капеланом в дивізії «Галичина» і уже ніколи не повернувся назад на парафію. Опісля парохом став о. Іван Дорик, один з перших в деканаті, який на деканальних соборчиках погодився підтримати «Ініціативну групу» та прийняти православ'я. Однак згодом, ще до початку Львівського псевдособору, відмовився від свого рішення. Є спогади, що він співпрацював і з НКВД, і з місцевими повстанцями. В кінці 1945 р. о. Івана Дорика було вбито. За однією із теорій його вбили НКВДисти, за іншою — місцеві повстанці (через загрозу доносу на них), ще за іншою — наклав на себе руки. Тому в період псевдособору церква не діяла, а парафіяни на богослужіння ходили в сусідні села. Після пседособору сюди було призначено о. Івана Піньковського, який до самого «собору» був греко-католиком, проти під тиском прийняв православ'я.
Щодо діяльности священників Катакомбної Церкви в селі Містки, то сюди ніколи такі не приїжджали та не служили ні літургій, ні інших треб для вірних. Лише окремі люди їздили до Львова у визначені місця, аби помолитися літургію підпільно разом з іншими вірними Катакомбної Церкви, але таких була мала кількість. Деякі вірні РКЦ їздили на молитву до костьолів, решта ж залишалися вірними своєму храму, а тому належали до Православної Церкви. Одна із місцевих мешканок вважає, що більшість односельчан не намагалися шукати священників Катакомбної Церкви, оскільки село було дуже згуртованим навколо роботи о. Івана Піньковського, який справді був духовним авторитетом для парафіян: йому довіряли, любили, поважали, вважали вельми освіченим (знав багато мов) і всі, по можливості, відвідували храм та забезпечували собі духовні потреби. Вона пригадує, що зранку о. Іван завжди служив літургію, а після допомагав людям у їх різній діяльности (на колгоспних полях, в школі та ін.), оскільки жив на плебанії. Районна газета «Голос народу» за 1 жовтня 2011 р., яка подає статтю п. Галини Пазуха про її маму п. Ольгу, що була місцевою вчителькою, пригадує спомин п. Ольги про о. Івана Піньковського: «Панотець був чоловіком компанійським, часто, під час перерв приходив до учителів побалакати, та й вони (вчителі) до нього заходили. Зрештою, у його домі знаходилися класи».
Як пригадує вона далі, радянська влада часто закривала навколишні храми, проте о. Іван Піньковський разом із парафіянами прикладав усіх зусиль, аби місцева церква не була закрита. В цей час дуже часто грабували навколишні церкви, тому люди влаштовували чергування. Це дуже згуртовувало місцевих мешканців. Вони завжди вирізнялися високим рівнем культури. Зі спогадів місцевої вчительки історії, дяк або місцевий священник часто ходили разом з молоддю в дім культури, де проводилися щотижневі суботні танці або ж спільний перегляд фільмів, в такий спосіб, молоді люди, як вона наголошує завжди були під наглядом «моралі», в особі поважних людей.

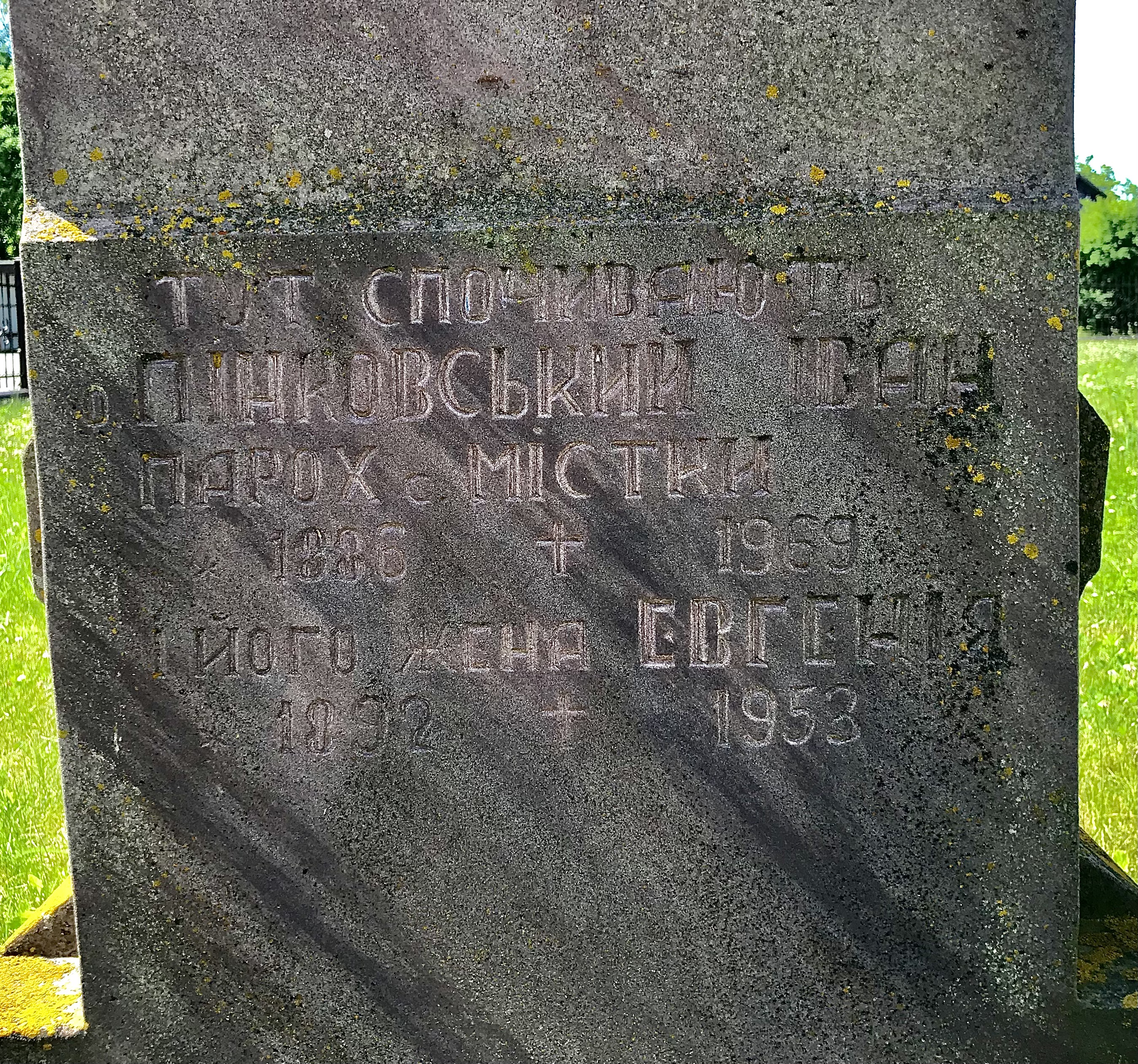
Могила о. Івана Пінковського і його дружини на території церкви.

Отець Іван Піньковський часто святив паски по хатах, щоб не провокувати місцеву радянську владу. За спогадами місцевого мешканця вчителі забороняли дітям ходити до церкви, особливо на свята. А тому намагалися в цей період придумати найважчу фізичну роботу, слідкували чи діти на Різдво ходять колядувати чи беруть участь у вертепах. Проте в церкві і надалі дотримувалися попередніх давніх традицій.
Одна із таких давніх традицій (за спогадати місцевої мешканки це «споконвічна» традиція) — це те, що місцеві хлопці в часі Страсної П'ятниці і Суботи, а також недільної Воскресної ночі (до початку Воскресної Утренні) переодягаються в давньоримський військовий одяг (шенель, гельма, спис) та проводять по черзі чергування біля спорудженого Гробу Господнього. Що цікавого, на стихирі «Воскресіння твоє, Христе спасе» переодягнені воїни, впавши, видають себе мертвими.
Після смерті о. Івана Пінковського (з великим почетом був похований на території церковного подвір'я) на парафію на короткий період прибув о. Іван Каранець, пізніше о. Біляковський, о. Роман Телішевський (прибув на парафію після ув'язнення через те, що не перейшов до Православної Церкви після Львівського псевдособору), о. Ростислав Зінько (був тут близько до 1980 р.). Опісля в 1982 р. на парафію прибув о. Юрій Шмід і очолював її аж до літа 1990 р., після ж парафія повернула до відновленої УГКЦ.

## Відновлення і вихід УГКЦ з підпілля

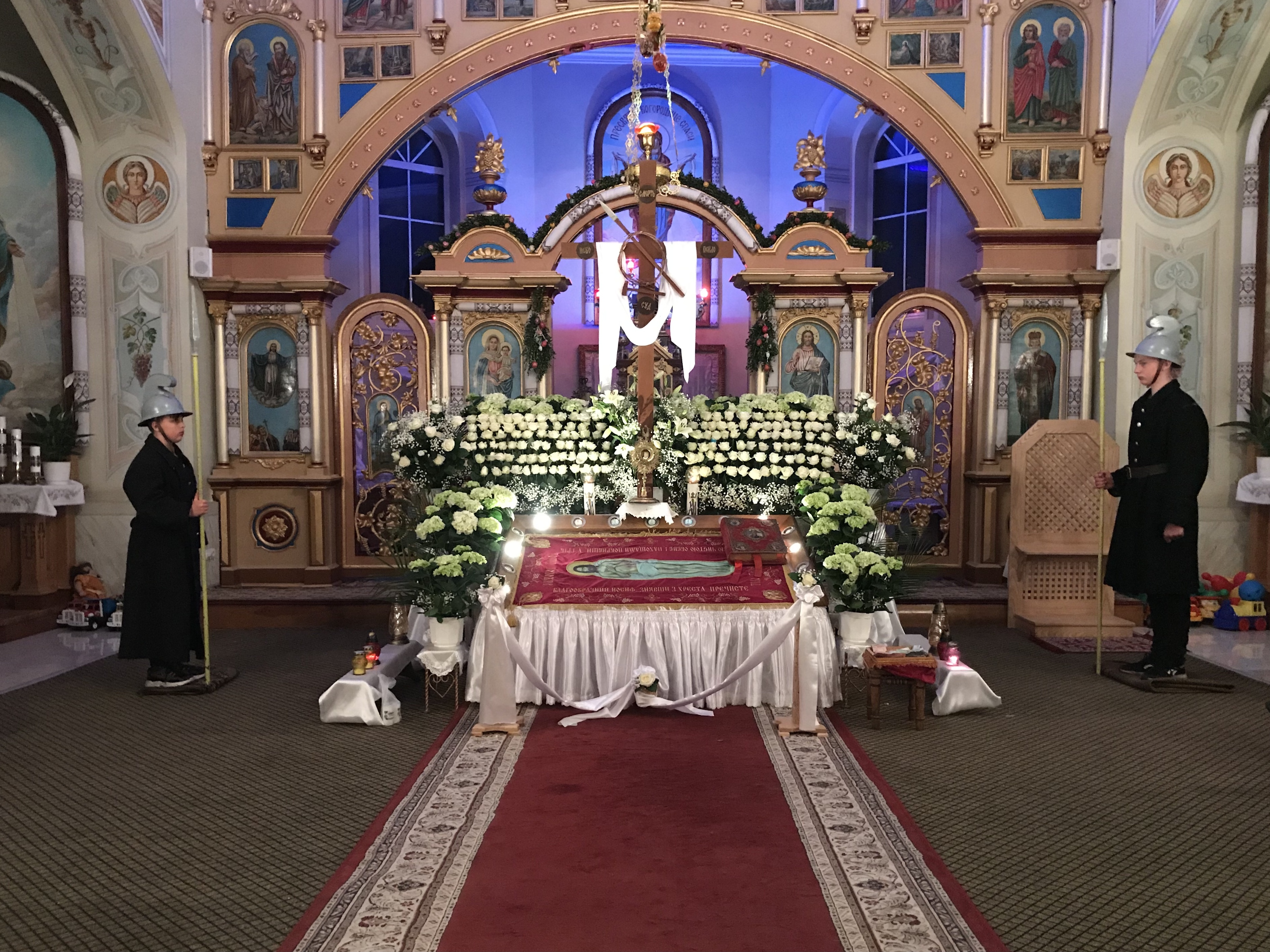
Місцеві хлопці переодягнені в римський військовий одяг, які чергують біля спорудженого Гробу Господнього, з виглядом на іконостас церкви (30.04.2021).

Коли постало питання повернення в лоно до відновленої УГКЦ чи залишатися в православній Церкві, майже усі парафіяни без жодного конфлікту погодилися на перехід до УГКЦ. За спогадами місцевої мешканки церковне братство ходило до кожного двору, аби записати, хто хоче повернутися назад до УГКЦ. Фактично всі парафіяни одноголосно підтримали таку ініціативу, лише деякі — відмовилися. Із цією ж пропозицією також підійшли до місцевого пароха о. Юрія, аби він разом з ними перейшов до УГКЦ. Проте отець взяв паузу для роздумів, і через особисті причини та переконання о. Юрій Шмідт відмовився від цієї пропозиції.

## Сучасний розвиток парафії
Після відмови попереднього пароха о. Юрія Шмідта на перехід до відновленої УГКЦ, парафія перейшла під управління УГКЦ, і сюди було послано о. Михайла Якимця (служив менше року; монах старшого віку, скоріш за все вийшов з підпілля), згодом о. Іван Микитин (служив близько 3-х років; до Львівського псевдособору був священиком УГКЦ, після ж перестав священнодіяти та був провідником в поїздах і, лише з відновленням Церкви, повернувся в її лоно), о. Володимир Піговський (служив приблизно рік; був священником Катакомбної Церкви). Влітку 1994 р. на парафію прибув о. Василь Пукас (служив близько 11-ти років). З 2005 р. і до тепер парафію Покрови Пресвятої Богородиці в с. Містки (Пустомитівський деканат) очолює о. Іван Патроник з с. Зимна Вода.